# Гай Марий
Гай Ма́рий (лат. Gaius Marius; 158/157 — 13 января 86 года до н. э.) — древнеримский полководец и государственный деятель. Семь раз занимал должность консула, в том числе пять раз подряд в 104—100 годах до н. э. — чаще, чем кто либо другой в республиканскую эпоху истории Рима. Провёл реорганизацию римской армии, довёл до победного конца Югуртинскую войну (105 год до н. э.), разгромил в двух сражениях германские племена, которые пытались вторгнуться в Италию. В результате в последние годы II века до н. э. Марий был самым могущественным человеком в Риме.
На некоторое время Марий стал союзником демагога Луция Аппулея Сатурнина, но в решающий момент перешёл на сторону сената. После этого около 10 лет он находился в тени. Принял участие в Союзнической войне и одержал несколько побед, но его полномочия продлены не были. Когда началась Первая Митридатова война, Марий попытался получить командование, что стало поводом к началу первой гражданской войны в истории Рима (88 год до н. э.). Разбитый Суллой и объявленный врагом государства, Марий бежал из Италии, но уже в следующем году вернулся и в союзе с Луцием Корнелием Цинной занял Рим. За этим последовал террор, описанный в источниках в самых мрачных тонах. Марий умер в самом начале своего седьмого консульства в январе 86 года до н. э.

## Биография

### Происхождение и ранние годы
Марий родился в деревне Цереаты под Арпином, в южной части Лация. Эта местность была завоёвана римлянами в 305 году до н. э., а к 188 году её жители получили все права римских граждан. Согласно Плутарху, родители Гая — отец того же имени и мать Фульциния — были совсем незнатными и бедными людьми и зарабатывали на жизнь своим трудом, но другие источники утверждают, что Марии принадлежали к всадническому сословию. В современной историографии принято считать, что информация о низком происхождении Мария имеет своим источником враждебную ему традицию; в действительности же Марии были частью несенатской аристократии, играя достаточно важную роль в жизни своего муниципия. Они находились в близком родстве с другими знатными родами Арпина — Гратидиями и Туллиями, являлись клиентами Геренниев и влиятельного римского семейства Цецилиев Метеллов. Правда, существует мнение, что с Метеллами Мариев не связывали отношения «клиент-патрон», а имела место только разовая поддержка.
Рождение Мария можно датировать только приблизительно на основании сообщений античных историков о последних годах его жизни. Так, Плутарх сообщает, что в 87 году до н. э. Марию было «семьдесят с лишним», а в связи с его смертью в начале 86 года говорит, что он прожил 70 лет. Согласно Веллею Патеркулу, семьдесят с лишним Марию было уже в 88 году. Исходя из этих данных, в историографии рождение Мария относят к 158 или 157 году до н. э.; при этом 158 год, возможно, более вероятен.
У Гая Мария был младший брат Марк, а также были сёстры (их количество неизвестно), ставшие жёнами местных аристократов — Лузия, Гратидия и Бебия. Некоторые источники сообщают, что Гай не получил хорошего образования: он не выучил греческий язык и на всю жизнь сохранил равнодушие к культуре Эллады, «его ум, благодаря честным занятиям нетронутый», созрел на военной службе. Вероятно, таким образом античные авторы старались максимально противопоставить Мария как «homo novus» римскому нобилитету той эпохи. В действительности Марий должен был получить хорошее латиноязычное образование. Свою юность он провёл на малой родине, поздно познакомившись с городской жизнью (правда, это утверждение может быть данью риторической традиции, эксплуатировавшей образ скромного и целомудренного селянина, далёкого от городской суеты).

### Военная служба
Первые известия о военной службе Гая Мария относятся к 134—133 годам до н. э., когда Сципион Эмилиан вёл осаду испанского города Нуманция. Плутарх прямо называет Нумантийскую войну первой кампанией, в которой участвовал Марий; но согласно Саллюстию, Марий пошёл на военную службу, «едва возраст позволил ему носить оружие», то есть в 17 лет, в 141 или 140 году до н. э. В таком случае под Нуманцией он должен был быть уже опытным военным, имевшим определённые заслуги. Это может объяснить и то, каким образом Марий попал в ближайшее окружение командующего и заслужил его высокие оценки, которые Плутарх приписывает исключительно храбрости и исполнительности Мария, проявленным им в этой кампании. «Сципион заметно отличал его, а однажды, когда на пиру зашла речь о полководцах и кто-то из присутствующих, то ли вправду, то ли желая сказать приятное Сципиону, спросил, будет ли ещё когда-нибудь у римского народа такой же, как и он, вождь и защитник, Сципион, хлопнув лежащего рядом с ним Мария по плечу, ответил: „Будет, и, может быть, даже он“».
Наряду с Марием, в состав ближайшего окружения Сципиона Эмилиана входили многие другие молодые люди, ставшие в дальнейшем видными политическими фигурами: Гай Семпроний Гракх, Квинт Фабий Максим (в будущем Аллоброгик), Семпроний Азеллион, Публий Рутилий Руф, Гай Меммий (возможно, народный трибун 111 года до н. э.), Гай Цецилий Метелл, нумидийский царевич Югурта. Сципиону удалось восстановить дисциплину в армии и принудить нумантинцев к безоговорочной капитуляции. Возможно, его стиль командования в этой кампании оказал существенное влияние на Гая Мария.
Позже Марий выдвинул свою кандидатуру в военные трибуны и, хотя никто не знал его в лицо, получил голоса всех триб благодаря своим воинским подвигам (точной датировки здесь нет, речь может идти о 131—124 годах до н. э.). О его заслугах на военном поприще может говорить и перечень наград, вложенный в уста Мария Саллюстием: почётные копья (hasta pura), флажок (vexillum), фалеры «и другие воинские награды».

### Начало гражданской карьеры
Свою гражданскую карьеру Марий начал с выдвижения кандидатуры на местных выборах в Арпине. Здесь он потерпел поражение; тем не менее позже он добился квестуры в Риме и «ворвался в сенат». Об этом первом его шаге по cursus honorum неизвестно ничего, включая дату; есть только предположения, что Марий был квестором не позже 122 года до н. э. или в 121 году до н. э.
В 119 году до н. э. Марий стал народным трибуном при поддержке одного из Метеллов — возможно, Луция Цецилия (позже Далматика), добившегося консульства на тот же год, но есть и другие гипотезы. Это было время острой внутриполитической борьбы, не прекратившейся с гибелью Гая Гракха (121 год до н. э.). Марий предложил закон, изменявший порядок подачи голосов на выборах таким образом, что уменьшалось влияние знати, и преодолел сопротивление этой инициативе обоих консулов, прибегнув даже к аресту своего покровителя Метелла. Но в то же время он добился отказа от хлебных раздач плебсу и таким образом завоевал репутацию мужественного и независимого политика. В то же время есть предположение, «что любой хлебный закон в это время уточнял положения закона Гая Гракха и что Плутарх неверно понял действие, целью которого было сохранение неприкосновенности действующих щедрых правил распределения зерна», то есть Марий действовал как раз в интересах народа.
Позже (Плутарх говорит о следующем годе, но более вероятен 117 год до н. э.) Марий выдвинул свою кандидатуру в эдилы, но часть нобилитета заняла враждебную по отношению к нему позицию. Поняв, что в курульные эдилы ему не пройти, Марий попытался баллотироваться в плебейские эдилы, но и тут потерпел поражение. В 116 году до н. э. он всё же победил на выборах в преторы, хотя и оказался только на шестом месте по числу набранных голосов, но сразу был обвинён в подкупе избирателей и с трудом отвёл это обвинение. Небогатый событиями год Марий провёл в Риме, а в следующем году был направлен в Дальнюю Испанию с полномочиями пропретора или проконсула. Здесь он успешно боролся с «разбойниками». Когда закончилось его наместничество, неизвестно; возможно, он вернулся в Рим в 113 году до н. э.
В последующие годы Марий женился на Юлии, представительнице старинного патрицианского рода, мужчины из которого, однако, уже давно не поднимались выше претуры. Этот брак, заключённый, видимо, незадолго до 110 года до н. э., способствовал увеличению влияния Мария и сделал его членом высшего общества.

### Югуртинская война

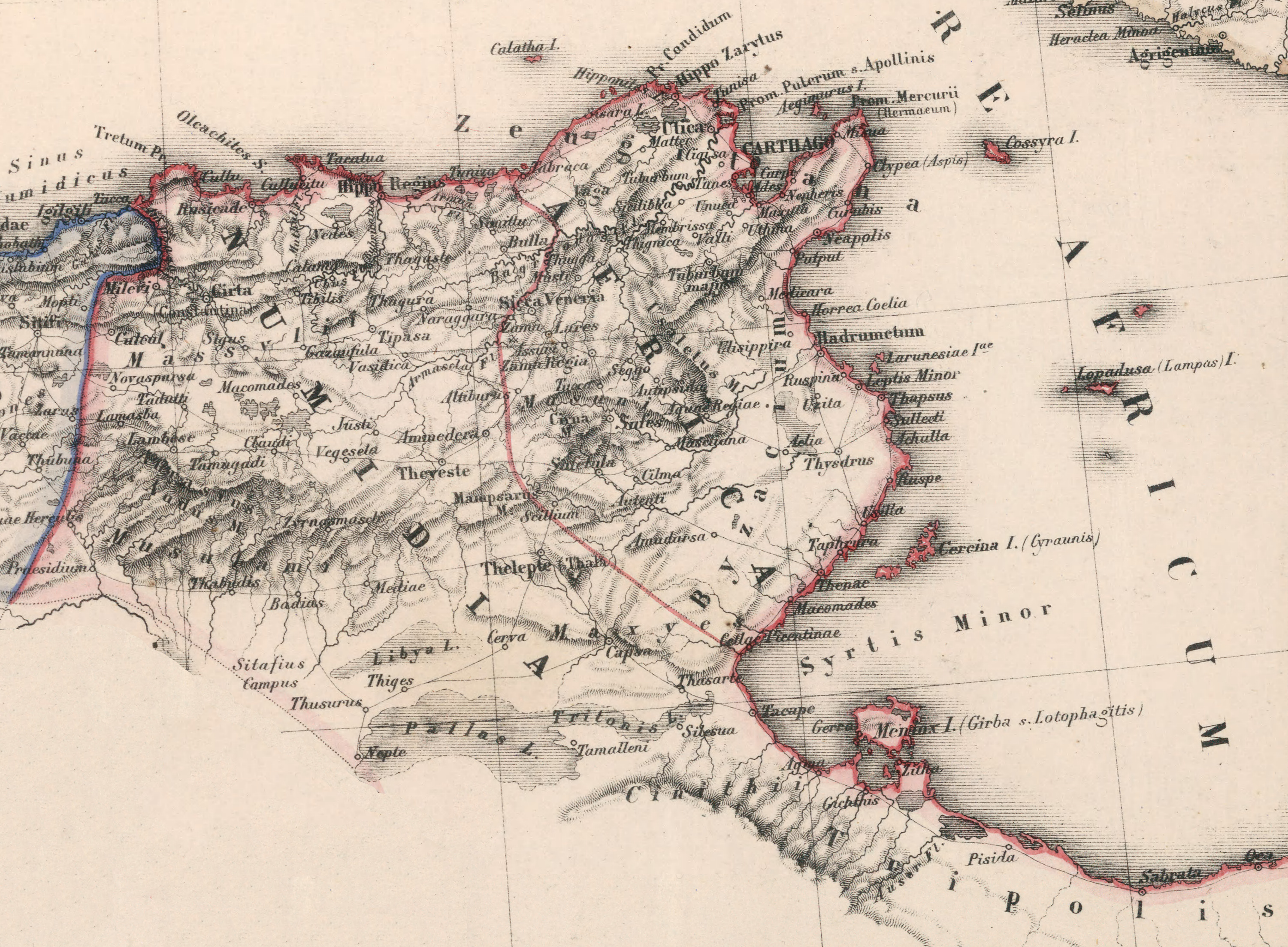
Римская Африка и Восточная Нумидия в конце II века до н. э.

В 109 году до н. э., после позорного поражения Авла Постумия Альбина от царя Югурты, Рим активизировал военные действия в Нумидии. Консул Квинт Цецилий Метелл возглавил местную армию, а легатом при нём стал Гай Марий. Возможно, Метелл планировал использовать мариев опыт борьбы с партизанским движением, полученный тем в Испании. Марий сражался при Мутуле, затем, командуя частью армии, принял активное участие в разграблении страны. При Сикке он отбил нападение основных сил Югурты, а в большом сражении при Заме спас римский лагерь. Своими храбрыми и удачными действиями он заслужил большую популярность в армии. «Марий и не думал приумножать этим славу Метелла», но рассматривал войну как способ достичь вершины карьеры — консульства — и был готов пойти на открытый разрыв со своим командиром и покровителем, когда это будет для него выгодно.
Марий использовал против Метелла то, что война, хотя и шедшая вполне успешно, затягивалась. Многие военные, служившие в Нумидии, писали в Рим, что окончательная победа будет возможна, только когда командующим станет Марий. Это раздражало Метелла, но ещё больше обострило отношения между проконсулом и легатом дело Турпилия — офицера, пользовавшегося расположением Метелла, но из-за Мария несправедливо осуждённого на смерть. В этой ситуации, когда Марий попросил у Квинта Цецилия позволения отправиться в Рим, чтобы выставить свою кандидатуру в консулы на 107 год до н. э., он получил резкий отказ. «Метелл, говорят, советовал ему не спешить с отъездом: для него… будет не поздно добиваться консулата вместе с его сыном», то есть через 20 с лишним лет. Тогда Марий начал действовать в обход командующего: он развернул агитацию против него среди воинов и находившихся в Нумидии римских деловых людей, обвиняя Метелла в намеренном затягивании войны и утверждая, что сам он быстро захватил бы Югурту и с половиной армии. В конце концов Метелл отпустил его в Рим — правда, всего за несколько недель до начала выборов.
В Рим Марий прибыл уже как очень популярный человек: его поддерживала существенная часть плебса и всадников. В историографии встречаются даже утверждения, что вокруг Мария консолидировались все антисенатские силы. Используя содействие народных трибунов и продолжая обвинять Метелла в затягивании войны, он одержал триумфальную победу на выборах. Здесь могло сыграть важную роль недовольство определённой части аристократии чрезмерным усилением семьи Метеллов. Народное собрание назначило его командующим в Африке, хотя незадолго до этого сенат продлил командование Метелла на следующий год. Поскольку войско Квинта Цецилия было передано второму консулу, Луцию Кассию Лонгину, для борьбы с кимврами, Марию пришлось набирать новую армию. Рекрутов не хватало из-за больших военных потерь предыдущих лет, а поэтому он существенно снизил имущественный ценз, что стало толчком к военной реформе. В то же время за счёт этой новации удалось набрать не более пяти тысяч человек.
Новый командующий прибыл в Нумидию в том же году (107 до н. э.). Его квестором был Луций Корнелий Сулла, патриций из захудалой ветви древнего рода (существует предположение, что женой Суллы была ещё одна Юлия, близкая родственница жены Мария). Марий продолжил разграбление страны, при этом оставляя своим солдатам всю добычу и постепенно закаляя их в мелких стычках; он захватил важный город Капса, где хранились сокровища Югурты, и после этого сенат продлил его командование на следующий год.
Весной 106 года Марий перенёс боевые действия в Западную Нумидию, где его целью было устрашение союзника Югурты Бокха Мавретанского. Здесь он занял ряд важных крепостей; противник тем временем отбил Цирту, и, когда римская армия двинулась отвоёвывать этот город, она подверглась атаке Югурты и Бокха. Марий был оттеснён на холмы, но на рассвете он неожиданно напал на спящего врага и разгромил его. Орозий утверждает, будто в этой битве было уничтожено 90 тысяч нумидийцев и мавретанцев, но тем не менее уже на четвёртый день Югурта снова атаковал римлян. В разгар сражения царь прокричал римлянам, что якобы он своей рукой убил Мария. Но эта хитрость не подействовала, и римляне одержали полную победу.
После этих событий Бокх, единственный союзник Югурты, начал переговоры с Римом. От него потребовали выдать нумидийского царя, обещая взамен союз и приращение территорий. Марий отправил к колебавшемуся Бокху своего проквестора Суллу; тот смог добиться выдачи Югурты и передал его своему командиру. Это означало конец войны (105 год до н. э.). До конца года Марий занимался организацией нового порядка в регионе: он передал Западную Нумидию Бокху, сделал царём Восточной Нумидии брата своего врага Гауду, подавил последние очаги сопротивления, наградил ряд своих сторонников римским гражданством и землями. 1 января 104 года до н. э. в Риме состоялся триумф Мария, после которого Югурта был казнён.
Безусловным победителем в войне Мария считали не все: враждебная ему пропаганда противопоставила ему сначала Метелла, который одержал решающие победы, а потому получил триумф и агномен, а потом — Суллу, добившегося выдачи Югурты. Впрочем, пропаганда эта могла иметь место уже после его смерти, когда к власти пришёл Сулла, и большинство римлян, судя по всему, не сомневалось, что именно ему принадлежит главная заслуга в разгроме Югурты.

### Начало войны с германцами
Ещё около 120 года до н. э. германские племена кимвров и тевтонов, населявшие полуостров Ютландия и прилегающую часть современной Германии, начали своё движение на юг. В Галлии они достаточно скоро пришли в соприкосновение с римлянами. В ряде крупных столкновений в 113—105 гг. до н. э. германцы неизменно одерживали победы. Особенно масштабной стала битва при Араузионе в октябре 105 года, где из-за раздоров между полководцами были уничтожены две римские армии, а Италия в результате оказалась беззащитной перед варварами. Когда в Рим пришло известие о столь страшном разгроме, по требованию народа Марий как самый компетентный военачальник был избран консулом вторично, хотя он и находился в этот момент за пределами Италии. Это стало началом беспрецедентных пяти консульств подряд (104—100 годы до н. э.), в ходе которых Марий был фактическим правителем Рима.
Варвары не пошли в Италию после своей победы: тевтоны продолжили грабить Галлию, а кимвры двинулись в Испанию. Таким образом, Марий получил время на подготовку армии. Он приучил своих солдат к дисциплине и к тяготам службы, используя как наказания, так и силу личного примера. Расположившись у Родана на юго-востоке Галлии, он прикрывал Италию от варварской угрозы и одновременно решал менее масштабные задачи: так, по-прежнему действовавший под его началом Сулла замирился с племенем вольков-тектосагов и склонил к союзу с Римом германское племя марсов, а легионеры Мария прорыли канал, соединявший Родан с морем в обход заиленного устья. Такие работы помогали армии сохранять дисциплину в ожидании решающей битвы.
Пока варвары не приблизились снова к границам Италии, Мария переизбирали консулом. Если в 104 году до н. э. его коллегой стал ещё один «новый человек» Гай Флавий Фимбрия, то в 103 году вторым консулом стал представитель знатного сенаторского рода Луций Аврелий Орест, а в 102 — Квинт Лутаций Катул, аристократ, предки которого не получали магистратур более 100 лет. Возможно, сам Марий добился избрания Катула, родственника Юлиев, которого он рассчитывал контролировать. По другой версии, Квинта Лутация сделала консулом враждебная Марию сенатская партия.
В год консульства Мария и Лутация варвары, наконец, двинулись на Италию. Кимвры, получившие отпор от кельтиберов, вернулись из Испании в Галлию и планировали вторгнуться в Италию через Норик; путь им преградил Катул, под началом которого теперь служил Сулла (существует предположение, что Сулла был направлен Марием для обеспечения взаимодействия между двумя римскими армиями). Тевтоны же выбрали маршрут по средиземноморскому побережью, на котором наткнулись на войско Мария.
При первом столкновении консул отказался принять бой: в своём укреплённом лагере при устье Изера он шесть дней ждал, пока варвары шли мимо в сторону Италии. Затем он провёл свою армию параллельным маршрутом и снова преградил путь германцам у города Аквы Секстиевы. Марий разгромил племя амбронов, шедшее в авангарде, а потом укрыл в засаде 3 тысячи легионеров под командованием Клавдия Марцелла и в решающем сражении бросил их в тыл неприятелю. Сам он возглавил в этой битве атаку конницы. В результате племя тевтонов было практически полностью уничтожено. Источники сообщают о 150 или даже 200 тысячах убитых, а также о 80-90 тысячах пленных. Возможно, ближе к истине цифры Плутарха (100 тысяч убитых и пленных), но и они вызывают скепсис у некоторых учёных.

### Верцеллы

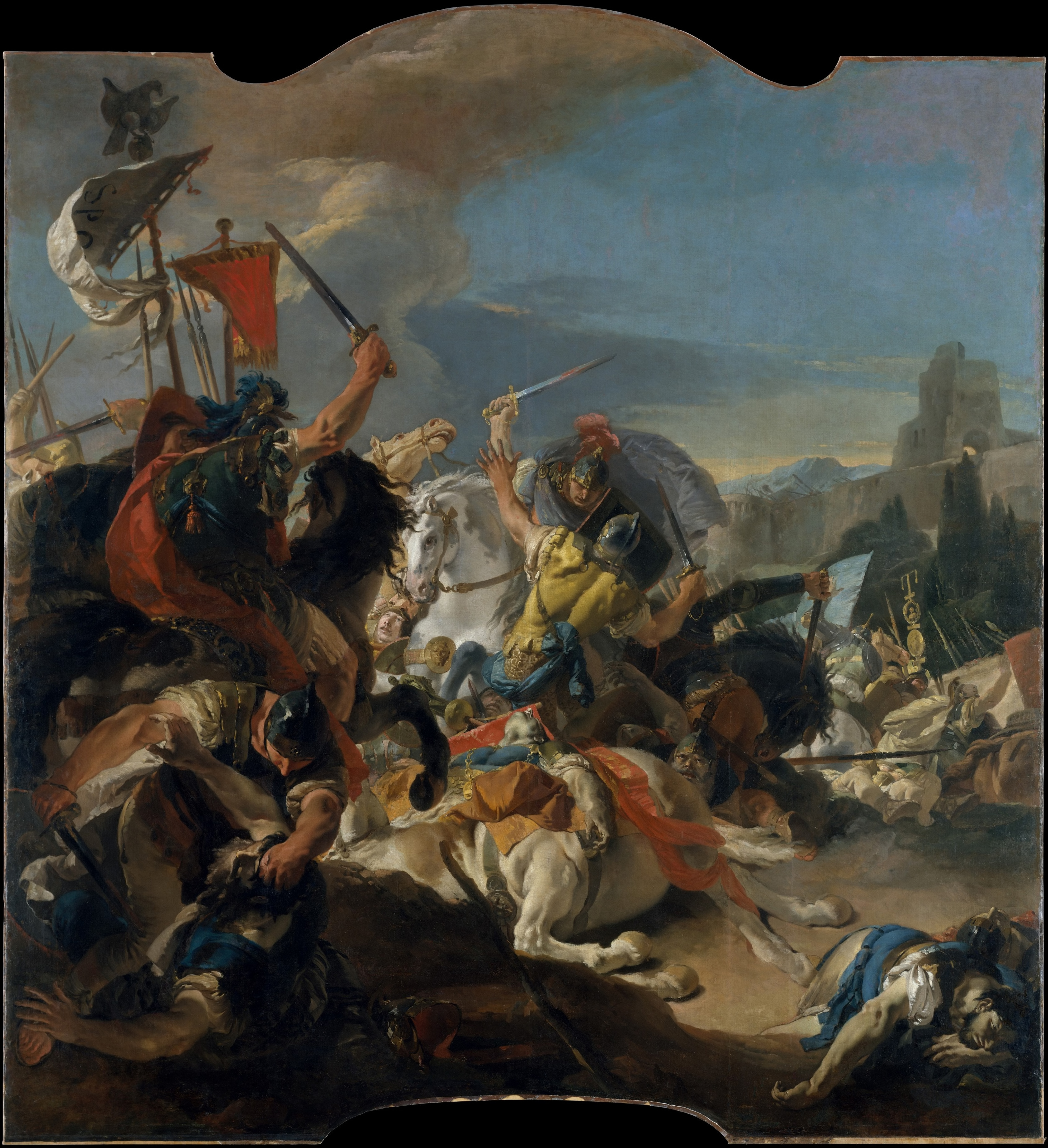
Картина Баттисты Джованни Тьеполо «Битва при Верцеллах», изображающая победу Гая Мария и Квинта Лутация Катула над кимврами

Узнав о битве при Аквах Секстиевых и о неудачах Катула, оттеснённого кимврами к Паду, римляне заочно избрали Мария консулом на следующий год (101 до н. э.). Он отказался от предоставленного ему сенатом триумфа и соединил свою армию с войском Квинта Лутация в Цизальпийской Галлии. Совместно Марий и Катул перешли Пад. Источники рассказывают о переговорах с кимврами, упоминая в связи с этим только Мария, чьи полномочия были выше. Рядом манёвров римляне смогли оттеснить германцев на относительно небольшое пространство в районе Верцелл, где те начали испытывать трудности со снабжением. На Рауданских полях при Верцеллах 30 июля 101 года до н. э. произошла решающая битва.
Источники утверждают, что германцы накануне битвы представляли собой «огромное и ужасное множество», выглядевшее как «безбрежное море»; их пехота в боевом строю составила квадрат с длиной стороны около 30 стадиев, а конницы было 15 тысяч. Диодор Сицилийский говорит о 400-тысячной армии. Историки считают, что у кимвров было 45—48 или даже всего 25—30 тысяч воинов. Римлян же было 52 300, из них 32 тысячи воинов Мария.
Консул поставил людей Квинта Лутация в центре, а свои подразделения — на флангах, выдвинутых вперёд. Позже Катул и Сулла утверждали в своих воспоминаниях, что Марий сделал это, рассчитывая только своими силами одержать победу и получить всю славу, но неправдоподобность этой версии очевидна. Вероятно, воинам Квинта Лутация была предназначена более пассивная роль из-за того, что они были хуже подготовлены. Если верить Плутарху, воины Мария вопреки его приказам бросились преследовать нанёсшую первый удар кимврскую конницу, но из-за густой пыли «долго блуждали по равнине», а в это время перешедшая в наступление пехота варваров «по счастливой случайности» наткнулась на подразделения Катула. Здесь и развернулось главное сражение.
Истинность этого рассказа, основанного на воспоминаниях Суллы и Катула, оспаривается историками. Предполагается, что в ходе сражения было куда меньше неожиданностей для римской стороны. Воины Мария разбили кимврскую конницу, оба фланга соединились у лагеря варваров, а затем нанесли удар в тыл основным частям противника, которые сковал своей обороной Катул. С этого момента битва превратилась в избиение. Источники сообщают о 120 или 140 тысячах убитых и 60 тысячах пленных; Веллей Патеркул пишет о более чем 100 тысячах тех и других вместе.
Сразу после сражения начался спор между воинами двух военачальников о том, кто внёс больший вклад в победу. Третейскими судьями стали послы города Парма, которых люди Квинта Лутация водили по полю боя и показывали копья, которыми были пронзены тела кимвров. На большинстве копий у наконечника было выгравировано имя Катула. О результатах ничего не известно; вероятно, такие споры были вполне обычным делом для той эпохи, и сам Квинт Лутаций не был к этому причастен.
По случаю победы Марий и Катул были удостоены триумфа. Марию, если верить Плутарху, предложили справить триумф одному, но он отказался — в том числе и опасаясь воинов Квинта Лутация. Возможно, в действительности Марий продолжал считать Катула своим союзником и не хотел давать нобилитету новые причины для антипатии. Тем не менее вся слава досталась Марию, который достиг пика своей популярности. Его признавали спасителем отечества и третьим основателем Рима, а за трапезой ему совершали возлияния наравне с богами. На средства из захваченной добычи Марий основал храм Чести и Доблести.
Позже Катул в своих мемуарах постарался изобразить себя главным победителем при Верцеллах.

### Реформа Мария
Классические источники приписывают Марию военную реформу, начавшуюся с включения римских граждан, не имеющих земли, в число подлежащих призыву.
Следствием этого нововведения стал ряд изменений. Из-за фактического исчезновения ценза исчезло и прежнее деление на гастатов, принципов и триариев. Это привело к большему единообразию в обучении и экипировке. Конницу и лёгкую пехоту начали набирать исключительно из союзников и провинциалов. Благодаря обилию добровольцев средний размер легиона увеличился с 4200 до 5000—6200 легионеров. Теперь легион состоял не из 30 манипул, а из 10 когорт по 6 центурий. Центурия состояла из 10 контуберниев — каждый по 8 солдат, которые в лагере жили и ели вместе; в сражении, на марше и в лагере она действовала как боевая единица. Подразделение на марше перевозило с собой всё своё оружие, личные вещи солдат, амуницию и продовольствие. Это помогло уменьшить общий размер обоза и сделать армию более мобильной. Для укрепления корпоративного духа каждый легион получил орла на древке в качестве официального символа.
Подготовка солдат стала более интенсивной за счёт форсированных маршей, занятий бе́гом, приглашения инструкторов из гладиаторских школ. Был введён новый пилум. Согласно Плутарху, это произошло в битве при Верцеллах в 101 году до н. э.: «Раньше наконечник крепился к древку двумя железными шипами, а Марий, оставив один из них на прежнем месте, другой велел вынуть и вместо него вставить ломкий деревянный гвоздь. Благодаря этому копьё, ударившись о вражеский щит, не оставалось прямым: деревянный гвоздь ломался, железный гнулся, искривившийся наконечник просто застревал в щите, а древко волочилось по земле».
В историографии многие сообщения источников о марианской реформе оспариваются. Так, призыв нескольких тысяч добровольцев-пролетариев в 107 году не означал каких-то принципиальных изменений в формировании армии: с одной стороны, Марий продолжал в дальнейшем набирать в армию и более зажиточных граждан по старой системе, с другой — понижение ценза происходило со времён Второй Пунической войны. С 11 тысяч ассов в конце III века до н. э. ценз понизился до 1500 ассов в 129 году, так что появление в армии неимущих граждан стало логическим завершением векового процесса.
Деление легиона на когорты практиковалось уже во времена Второй Пунической войны в Испании. В нумидийской армии Квинта Цецилия Метелла были как манипулы, так и когорты. Вероятно, в рамках перехода к когортам осуществлялась и унификация вооружения, которое уже со времён братьев Гракхов покупалось государством, а не легионерами.
Уровень обучения солдат зависел исключительно от полководца. Марий в этих вопросах ориентировался на Сципиона Эмилиана; единые стандарты же были выработаны впервые только при Августе. Нагружать солдат поклажей было достаточно распространённым делом в античном мире: так поступал и Метелл Нумидийский. Орлы у легионов были до Мария, который просто упразднил другие знаки подразделений — кабанов, лошадей, волков.
Важным новшеством стало то, что, набирая в армию неимущих, Марий обещал им землю по истечении срока их службы. В дальнейшем такие обещания стали устоявшейся практикой и приобрели значение для политической истории Республики.

### Марий и Сатурнин
В 103 году до н. э. Марий заключил политический союз с народным трибуном Луцием Аппулеем Сатурнином. Этот амбициозный молодой политик, настроенный против сената, был нужен Марию, чтобы осуществлять в своих интересах давление на нобилитет. Опираясь на поддержку консула, Сатурнин добился осуждения влиятельного нобиля Квинта Сервилия Цепиона (виновника поражения при Араузионе, связанного с Метеллами) и предпринял атаки против Метелла Нумидийского, старого противника Мария. По инициативе трибуна был принят закон о наделении ветеранов Югуртинской войны участками по сто югеров в Африке.
Сатурнин содействовал Марию в его избрании консулом на 102 год до н. э. (третий раз подряд). Согласно Плутарху, Луций Аппулей убеждал народное собрание выбрать Мария, а в ответ на притворный отказ последнего назвал его «предателем отечества». Вероятно, этот рассказ восходит к антимарианской традиции, хотя и имеет историческую основу.
В 101 году, после Верцелл, Марий помог Сатурнину стать трибуном во второй раз. Сам же он снова выдвинул свою кандидатуру в консулы, причём, по словам Плутарха, добивался шестого консульства так, как иные добиваются первого. Оппозиция Марию из-за исчезновения военной угрозы, обеспечившей ему предыдущие избрания, усиливалась, так что кандидату пришлось задействовать своих ветеранов, активно подкупать избирателей и использовать помощь Сатурнина. В конце концов он был избран вместе с Луцием Валерием Флакком, которого политические противники называли скорее подручным Мария, чем союзником.
При поддержке солдат Мария Сатурнин провёл законы о продаже хлеба по сниженным ценам и о выводе солдатских колоний в Сицилию, Ахайю, Македонию и Галлию; Марий должен был руководить реализацией всех аграрных мероприятий. Перспектива такого усиления власти консула вызвала сопротивление нобилитета, и поэтому Сатурнин добился принятия положения об обязательной клятве сенаторов на верность аграрному закону под угрозой изгнания. Марий, не желая идти на полный разрыв с сенатом, заявил, что лучше не злить народ, добивающийся принятия закона, и первым принёс присягу. Его примеру последовали и остальные сенаторы, за исключением Метелла Нумидийского, приговорённого за это к изгнанию.
Вскоре отношение Мария к Сатурнину изменилось. Причиной этого мог стать излишний радикализм народного трибуна: «Марий испугался им самим вызванных демонов». Шестикратный консул не мог пойти на разрыв с сенаторским сословием, а политика лавирования могла подставить его под удар с обеих сторон, особенно в ситуации, когда многие всадники встали на сторону сената. Плутарх рассказывает о Марии: «Когда ночью к нему пришли первые люди в государстве и стали убеждать его расправиться с Сатурнином, Марий тайком от них впустил через другую дверь самого Сатурнина и, солгав, что страдает расстройством желудка, под этим предлогом бегал через весь дом то к одним, то к другому, подзадоривая и подстрекая обе стороны друг против друга». Моммзен отметил «аристофановскую меткость» этого рассказа, несомненно, являющегося выдумкой.
Летом 100 года до н. э. произошёл открытый конфликт между Сатурнином и сенатом. Сторонник трибуна Гай Сервилий Главция был отстранён от участия в консульских выборах, а его конкурент Гай Меммий был убит при неясных обстоятельствах. Сенаторы без каких-либо доказательств объявили организатором убийства Сатурнина и предложили Марию совместно выступить для «спасения государства». Тот не решился остаться в стороне и ответил согласием, хотя разрыв с одной из противоборствующих сторон и не обеспечивал ему прочного союза с нобилитетом; возможно, здесь сыграло роль его желание предотвратить беззаконную расправу над Сатурнином и его сторонниками, которая бы навсегда запятнала репутацию Мария.
Консулы получили от сената чрезвычайные полномочия (senatusconsultum ultimum). Марий организовал раздачу сторонникам сената оружия из государственных арсеналов, а когда приверженцы Сатурнина были разбиты в открытом бою на Форуме и отступили на Капитолий, приказал перерезать водопровод; в результате трибуну пришлось сдаться. Марий, пообещавший арестованным жизнь, разместил их под охраной в Гостилиевой курии, но группа сторонников сената, не доверявших консулу, ворвалась в здание и убила их без всякого суда.

### В тени (100—91 годы до н. э.)
Согласно распространённому в историографии мнению, расправа над Сатурнином имела катастрофические последствия для карьеры Мария: он потерял доверие народа и не сблизился с нобилитетом, вследствие чего остался без опоры и все 90-е годы находился в тени. С другой стороны, после беспрецедентных пяти консулатов подряд и ликвидации внешней угрозы у homo novus в любом случае могло не быть блестящих перспектив; «не вполне понятно, на что вообще мог рассчитывать Марий» в этой ситуации.
Источники сообщают, что ещё до конца своего консульского срока Марий безуспешно пытался помешать возвращению из изгнания своего врага Метелла Нумидийского. Многие историки согласны с традицией, но высказываются и сомнения: для Мария был слишком невыгоден открытый конфликт с существенной частью римского общества, неизбежный в случае противодействия сторонникам Метелла. Вскоре Марий отправился в Азию, формально — для совершения жертвоприношений Матери богов, а фактически, если верить Плутарху, потому, что был «не в силах перенести возвращение Метелла» (А. В. Короленков называет это объяснение «весьма странным»), и потому, что надеялся спровоцировать войну на Востоке, полезную для продолжения его карьеры. Последнее сообщение в историографии называют слишком наивным, предполагая, что поездка Мария была совершена в государственных интересах и носила инспекционный характер: Митридат Понтийский в эти годы активно расширял сферу своего влияния в регионе, и Риму необходимо было изучить меняющуюся обстановку. Марий посетил Галатию и Каппадокию. Принятый Митридатом очень почтительно, он тем не менее был с царём крайне суров и, в частности, заявил (вероятно, отвечая на какую-то жалобу или претензию): «Либо постарайся накопить больше сил, чем у римлян, либо молчи и делай, что тебе приказывают». Инспекция Мария имела важное значение для политики Рима в регионе, определив отношение римских политиков к Митридату и побудив их активнее противостоять агрессии царя в Каппадокии.
В своё отсутствие Марий был избран в коллегию авгуров. Вероятно, это не могло произойти без поддержки ряда влиятельных лиц; существует мнение, что авгурат был предоставлен Марию, чтобы добиться его отказа от участия в цензорских выборах. Вскоре после возвращения Гая в Рим был привлечён к суду один из его союзников Маний Аквилий. Марий счёл это обвинение направленным против него самого, а поэтому привлёк к участию в процессе в качестве защитника Марка Антония, одного из лучших ораторов эпохи, и поддержал обвиняемого своим присутствием. Аквилий был оправдан, несмотря на обилие изобличающих свидетельств, и это стало для Мария большим успехом: возможно, после этого даже произошёл некоторый рост его влияния. Он смог защитить и других своих сторонников, которые попадали в эти годы под суд, а своего сына он женил на Лицинии, дочери и внучке виднейших представителей нобилитета — Луция Лициния Красса, консула 95 года до н. э., и Квинта Муция Сцеволы Авгура соответственно.

### Союзническая война
В 90 году до н. э. союзники Рима восстали из-за отказа в предоставлении им гражданства. Началась Союзническая война. Марий стал легатом консула Рутилия Лупа, командовавшего на северном театре боевых действий. Согласно одному из источников, Рутилий выбрал Мария как своего родственника, но не слишком доверял ему.
Когда ещё один легат Гай Перперна потерпел поражение от Публия Пресентия, остатки его войск были присоединены к войску Мария. Последний советовал Рутилию не вести активные боевые действия, а заняться обучением своих людей, не имевших ещё опыта, но тот не имел на это времени и в результате попал в устроенную марсами засаду и погиб. Марий в это время стоял лагерем на берегу той же реки (Лириса или Толена) немного ниже по течению и по плывущим трупам догадался о том, что произошло. Он неожиданно напал на марсов и одержал победу. Войско и полномочия Рутилия сенат разделил между Марием и Квинтом Сервилием Цепионом, но последний вскоре тоже погиб в устроенной италиками засаде, так что Марий стал единственным командующим на этом направлении.
Позже в том же году (90 до н. э.) Марий разбил марсов в ещё одном сражении; шесть тысяч воинов противника погибли, а ещё семь тысяч попали в плен. Согласно Аппиану, здесь сражался и Сулла.
По истечении года Марий уже не принимал участия в боевых действиях, хотя война продолжалась с прежним ожесточением. Плутарх утверждает, что причиной тому стала усиливающаяся неспособность старого консуляра к командованию: «он стал медлителен в наступлении, всегда был полон робости и колебаний, то ли потому, что старость угасила в нём прежний пыл и решительность (ему было уже больше шестидесяти пяти лет), то ли потому, что, страдая болезнью нервов и ослабев телом, он, по собственному признанию, лишь из боязни позора нёс непосильное для него бремя войны». В конце концов Марий сложил с себя полномочия «по причине телесной немощи и болезни». Но эта информация, вероятно, взята из просулланской традиции. В действительности Марий не отказывался от командования — ему просто не продлили полномочия на следующий год, поскольку новые консулы не хотели делить с ним полномочия и славу, а нобилитет в целом не желал его нового возвышения.
Один из консулов 89 года до н. э. Луций Порций Катон, под командование которого перешли солдаты отставного легата, если верить Орозию, так похвалялся своими победами («Марий-де не совершал большего»), что был убит сыном Мария, «будто бы кем-то неизвестным».

### Марий и Сулла

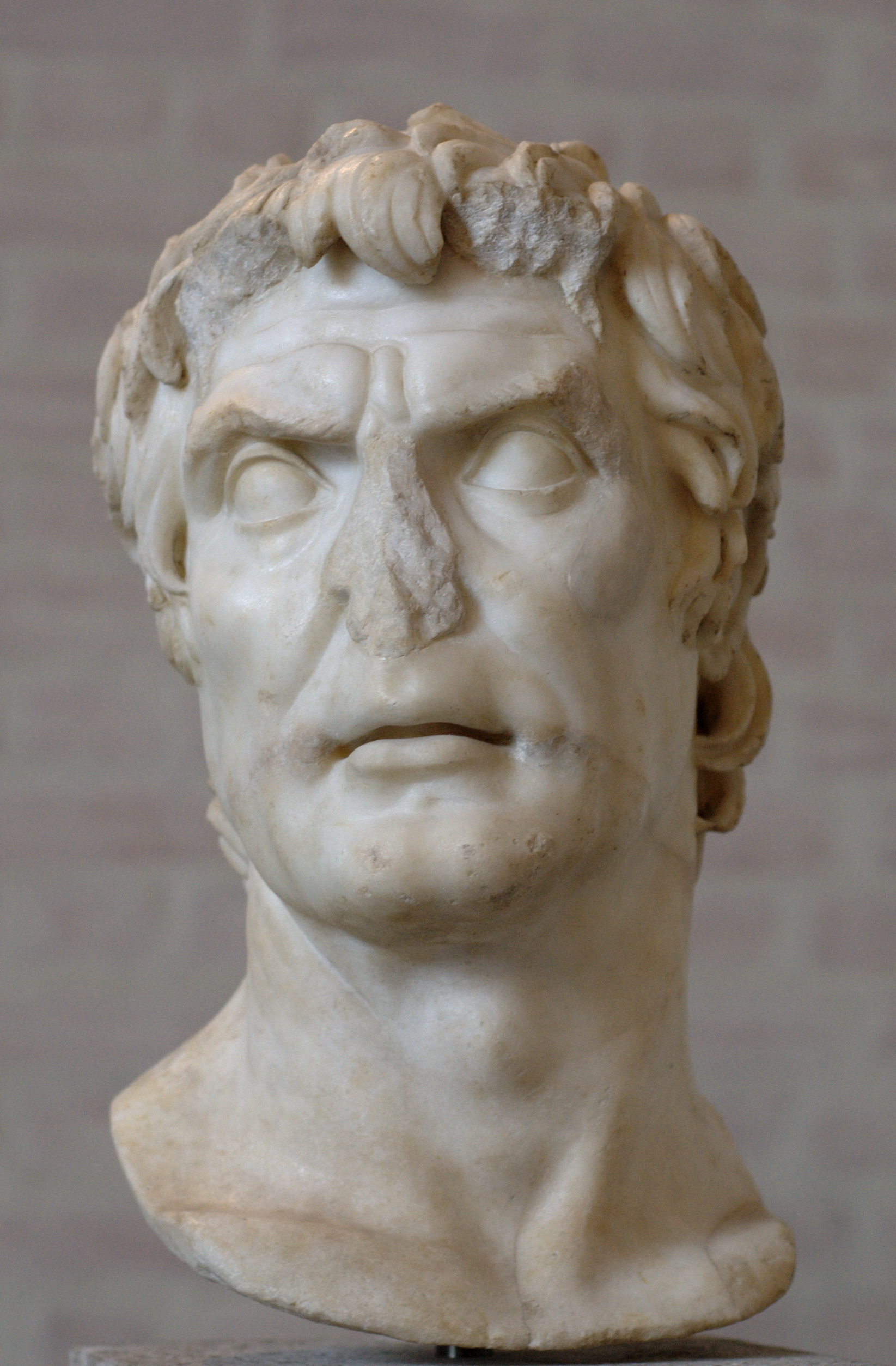
Бюст Луция Корнелия Суллы

На заключительном этапе Союзнической войны Рим столкнулся с новым внешним врагом. В 89—88 годах до н. э. царь Понта Митридат Евпатор занял Азию и начал завоевание Греции, так что под угрозой оказалась власть Рима на всех территориях к востоку от Италии. Предстоявшая война казалась достаточно лёгкой и сулила громадную добычу, а поэтому получение командования в ней стало заветной целью ряда видных политиков. Основной конфликт развернулся между Марием и Луцием Корнелием Суллой.
Отношения между этими двумя нобилями, если верить традиции, восходящей к мемуарам Луция Корнелия, начали портиться ещё в 100-е годы до н. э. Недоброжелатели Мария утверждали, что основная заслуга в победном завершении Югуртинской войны принадлежала не ему, а Сулле, добившемуся выдачи нумидийского царя; Марий якобы был этим раздражён, но до определённого момента считал Суллу слишком незначительным, чтобы ему завидовать. Тем не менее так началась «непримиримая и жестокая вражда, которая чуть было не погубила Рим»; вражда «незначительная и по-детски мелочная в своих истоках, но затем через кровавые усобицы и жесточайшие смуты приведшая к тирании и полному расстройству дел в государстве». Истинность этих утверждений Плутарха под вопросом: во всяком случае, Марий и Сулла сотрудничали и после триумфа над Югуртой.
К 91 году до н. э. относятся известия об установлении на Капитолии Бокхом Мавретанским статуи Победы и изображения сцены выдачи Югурты, а также о едва не начавшихся из-за этого столкновениях между сторонниками Мария и Суллы. Мнения в историографии по этому вопросу расходятся: одни учёные принимают данные источников на веру, другие считают их отчасти вымыслом, идущим из мемуаров Суллы; тем не менее факт установления скульптур, несомненно, имел место, и это говорит о поддержке, которую получил Сулла в его противостоянии Марию от ряда видных политических фигур.
В начавшейся вскоре Союзнической войне Сулла смог проявить себя, и поэтому он стал одним из консулов 88 года до н. э. — в том числе и благодаря союзу с Метеллами, старыми врагами Мария. Последний, если верить выпискам из 37-й книги Диодора, тоже претендовал на консульство и проиграл выборы, но здесь, вероятно, имеет место ошибка переписчика: Марий не выдвигал свою кандидатуру, понимая, что победу ему не одержать. Он рассчитывал добиться командования в войне с Митридатом другим способом — за счёт союза с трибуном-реформатором Публием Сульпицием.
Сульпиций к этому времени выдвинул ряд законодательных инициатив — о распределении новых граждан по всем трибам (только это дало бы им фактическую полноту гражданских прав), о возвращении изгнанников, осуждённых по закону Вария, и об исключении из сената тех нобилей, долги которых превышали две тысячи денариев. Чтобы преодолеть сопротивление этим законопроектам, возглавленное обоими консулами, Сульпиций заключил тайный союз с Марием, предполагавший взаимную поддержку при условии принятия ещё одного закона — о передаче Гаю командования в начинающейся войне.
В последовавших за этим столкновениях на улицах города перевес был на стороне Сульпиция, вооружившего своих сторонников. Сулле, спасая свою жизнь, пришлось даже укрыться в доме Мария; последний, согласно одной из версий традиции, укрыл его и выпустил через другую дверь. Вероятно, Марий использовал эти события, чтобы убедить Суллу отменить неприсутственные дни и таким образом фактически одобрить законопроекты Сульпиция. В обмен он мог пообещать Луцию Корнелию, ничего не знавшему о его планах, не чинить препятствия в отправке на войну.
Сразу после отъезда Суллы к армии, ещё осаждавшей Нолу, Сульпиций провёл свои законопроекты, включая новый — о командовании для Мария; последний, вероятно, получил полномочия проконсула. К войску отправили военных трибунов, которые должны были отстранить Суллу от командования, но легионеры, убеждённые, что Марий наберёт для похода других солдат и они потеряют таким образом свою законную добычу на Востоке, встали на сторону своего командира и побили посланцев камнями. После этого Сулла двинул свои шесть легионов на Рим. Послам сената, спросившим его о цели похода, он ответил, что идёт избавить родину от тиранов.
Для Мария этот мятеж стал полной неожиданностью; тем не менее он начал готовиться к вооружённому отпору. Когда сулланцы вошли в город, Марий и Сульпиций приняли бой на Эсквилине и сопротивлялись столь яростно, что мятежники начали одерживать верх, только когда часть их сил совершила глубокий обход по Субуранской дороге. Марий отступил к храму Земли, откуда призвал рабов себе на помощь, обещая каждому свободу, но на этот призыв никто не откликнулся (возможно, этот эпизод — вымысел сулланской пропаганды). После этого он бежал из города.
Сулла, установив контроль над Римом, первым делом внёс в сенат предложение объявить Мария, Сульпиция и ещё 10 человек врагами (hostis). Только Квинт Муций Сцевола заявил свой протест, сказав, что никогда не признаёт врагом человека, спасшего Рим и всю Италию; остальные сенаторы, а потом и народ, поддержали предложение Суллы. Сульпиций вскоре был убит, а Марий пережил ряд злоключений, подробно описанных у Плутарха.

### Изгнание и возвращение

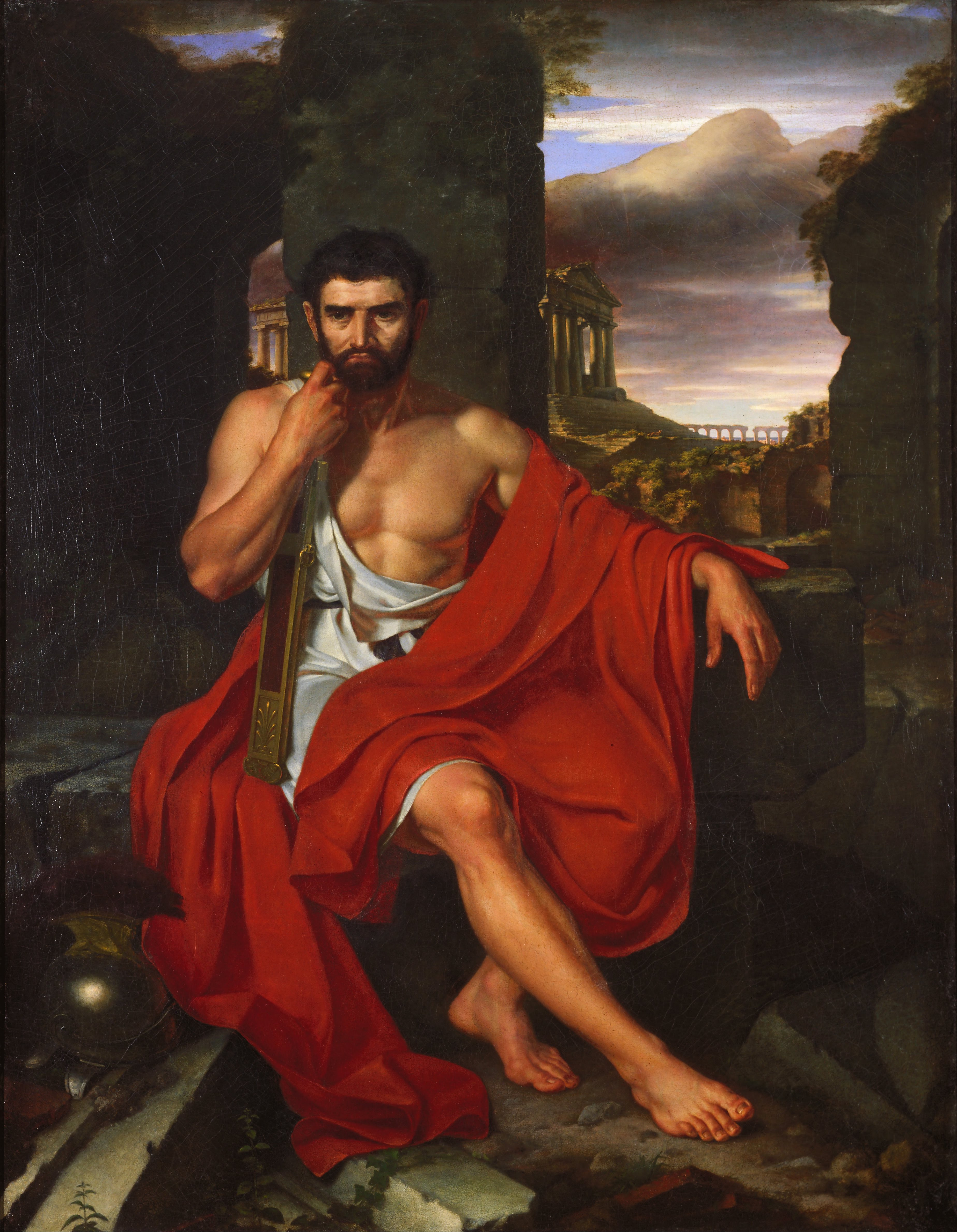
Гай Марий на развалинах Карфагена (художник — Джон Вандерлин)

Марий бежал вначале в Солоний, одно из своих имений, а потом в Остию, где сел на корабль и поплыл вдоль побережья в сторону Африки. Из-за бури ему пришлось причалить возле Цирцей и ночью прятаться в лесу. Брошенный своими спутниками, он укрывался от искавших его конных разъездов в пещере, а потом в болоте, но и там его нашли и привели в ближайший город Минтурны — голого и облепленного грязью. Местные власти постановили убить пленника, но посланный ими варвар (галл или кимвр) не решился это сделать и выбежал из дома с криком: «Я не могу убить Гая Мария!» Это заставило жителей Минтурн раскаяться и отпустить беглеца. Они даже посадили его на корабль.
На острове Энария Марий встретился с рядом своих сторонников. Затем ему пришлось ненадолго причалить к берегу Сицилии, где он едва не был схвачен. Наместник Африки запретил Марию высаживаться в этой провинции, и тот в ответ на вопрос, что передать претору, сказал: «Возвести ему, что ты видел, как изгнанник Марий сидит на развалинах Карфагена». «Так в назидание наместнику он удачно сравнил участь этого города с превратностями своей судьбы».
Позже Марий встретился с сыном, бежавшим до этого в Нумидию, и обосновался на острове Керкина у африканского побережья, где он провёл зиму. Между тем положение Суллы в Риме оказалось не слишком прочным: ему пришлось вывести из города войска, а на последовавших выборах племянник Мария Марк Марий Гратидиан был избран народным трибуном. Консулами стали люди, не связанные ни с одной из сторон конфликта; Сулла, привлечённый было к суду, уехал в Грецию воевать с Митридатом, и в его отсутствие политическая обстановка стала ещё более нестабильной.
Один из консулов Луций Корнелий Цинна попытался вслед за Сульпицием распределить новых граждан по всем трибам и в результате был изгнан из Рима и лишён консульства. Он собрал армию и подошёл к городу. Узнав об этом, Марий высадился в Теламоне в Этрурии с отрядом беглецов и мавретанской конницы общей численностью не больше тысячи человек. Он обходил этрусские города, грязный и обросший, рассказывал о своих военных заслугах и обещал местным жителям право голоса; так ему удалось увеличить своё войско до шести тысяч бойцов. Затем он присоединился к Цинне и демонстративно подчинился ему, отказавшись даже от предложенных Луцием Корнелием проконсульских полномочий. Реальное командование всё же перешло к Марию, и военные действия резко активизировались: он взял и разграбил Остию, отрезал подвоз хлеба в Рим, занял Яникул. Войско, защищавшее город, серьёзно пострадало от эпидемии, и часть его перешла на сторону Мария и Цинны. В этой ситуации сенат решил сдаться.
Источники рассказывают об инициированном Марием терроре: врагов Мария и Цинны безжалостно убивали, над их телами совершались надругательства, головы убитых сенаторов выставляли на рострах. Бывший претор Квинт Анхарий был убит только потому, что Марий при встрече не ответил на его приветствие, и с тех пор это стало условным знаком: убивали на месте всех, с кем Марий не здоровался. Бывший коллега Мария по одному из консульств Квинт Лутаций Катул, вызванный в суд, предпочёл покончить с собой. Дома убитых подвергались разграблению, их жёны и дети становились жертвами насилия. Вероятно, в этой картине присутствует ряд преувеличений, связанных с естественным желанием сторонников Суллы представить марианский террор более масштабным, чем он был в действительности: при ряде расправ соблюдалась, по крайней мере, видимость законности; Анхария в момент встречи с Марием, видимо, вели на казнь, и рассказ об «условном знаке» — явный вымысел; сообщения источников о конфискациях крайне туманны; тела убитых, вероятно, погребались. Марианский террор поразил современников не столько масштабами, сколько убийством без суда лиц консульского и преторского достоинства.
Марий объявил себя консулом следующего года (86 до н. э.), причём сделал это без участия народного собрания; это был седьмой его консулат. Но вскоре силы оставили его — сказалось, по-видимому, напряжение последних месяцев. В поисках средств от бессонницы и ночных кошмаров он предался пьянству, у него начался плеврит, и, пролежав семь дней, Марий умер уже в январские иды. В предсмертном бреду «ему чудилось, будто он послан военачальником на войну с Митридатом, и потому он проделывал всякие телодвижения и часто издавал громкие крики и вопли, как это бывает во время битвы». Некоторые источники утверждают, будто Марий покончил с собой, но эти известия не вызывают доверия.
Когда Сулла занял Рим в 82 году до н. э., он велел разорить могилу Мария и выбросить останки полководца в Аниен.

## Семья

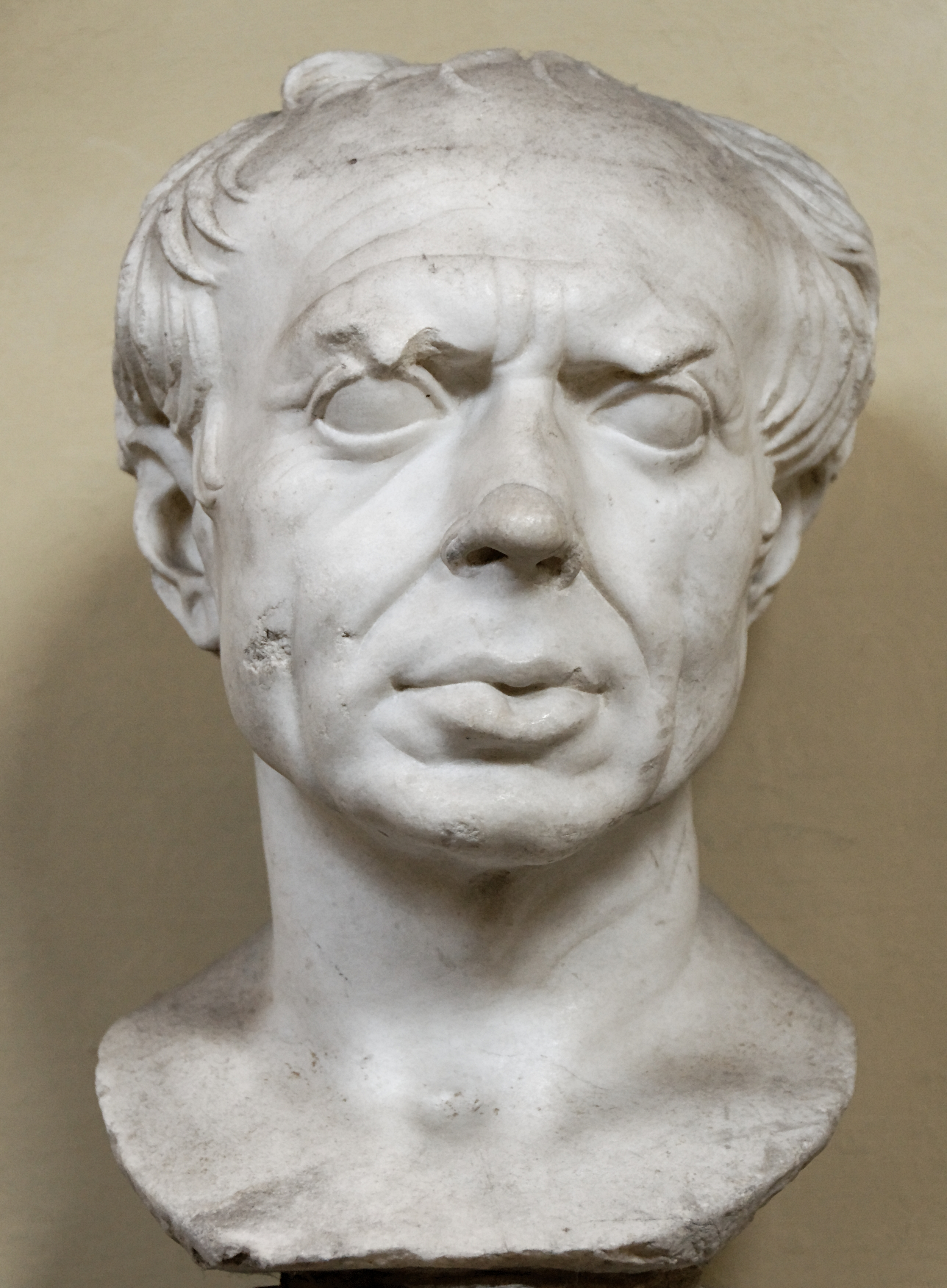
Бюст Гая Мария (Музей Кьярамонти)

Гай Марий был женат (примерно со 110 года до н. э.) на патрицианке Юлии, от которой родился его единственный сын Гай Марий Младший, продолжавший борьбу с Суллой после смерти отца. Юлия являлась тётей римского политического деятеля Гая Юлия Цезаря.
У Плутарха упоминается пасынок Мария Граний, сопровождавший отчима в его бегстве из Италии. Сын сестры Мария Гай Лузий служил в должности военного трибуна в Галлии, в армии, ждавшей германцев. Его убил легионер, которого он домогался, и Марий, узнав обо всём, оправдал убийцу. Ещё один племянник Мария по женской линии — Марк Марий Гратидиан — был усыновлён другим дядей, Марком Марием, и прошёл часть cursus honorum до претуры включительно.
Некто Гай Амаций в 44 году до н. э. выдавал себя за сына или внука Гая Мария.

## Оценки

### В античных источниках
Земляк и свойственник Гая Мария Цицерон причислял его к «мудрейшим и храбрейшим гражданам», говоря, что он в течение всей своей жизни «переносил… великие труды». Но, как правило, оценки личности и деятельности Мария в источниках менее однозначны. Античные авторы разделяют войны Мария с нумидийцами и особенно германцами, в которых он спас Рим, и последующие этапы его жизни, когда он из эгоистических побуждений развязал гражданскую войну и террор. Важную роль в формировании таких оценок сыграли воспоминания трёх врагов Мария — Суллы, Квинта Лутация Катула и Публия Рутилия Руфа, написанные с неизбежной предвзятостью, но оказавшие определяющее влияние на традицию.
Уже Саллюстий, дав Марию-легату восторженную характеристику («настойчивость, честность, глубокое знание военного дела, величайшая храбрость на войне, скромность в мирное время, презрение к наслаждениям и богатствам, жадность к одной лишь славе»), далее замечает, что Мария погубило честолюбие.
Чёткую характеристику Мария содержит периоха к одной из книг Ливия: «Если сопоставить доблести его с пороками, то трудно сказать, был ли он превосходнее в военное время или пагубнее в мирное: своё государство он спасал с оружием в руках и его же переворачивал изнутри, сперва всяческими кознями как сенатор, а потом и оружием, как враг».
Уже ради первого консульства Марий был готов заискивать перед солдатами и интриговать против командующего. «Переменчивым своим умом и нравом всегда следуя за случаем», Марий организовал заговор против своего врага Метелла Нумидийского и стал подлинным виновником «мятежа» Сатурнина. В дальнейшем, уже будучи стариком, шестикратным консулом и обладателем исключительных заслуг, он не мог этим удовольствоваться и мечтал о новых почестях, ради которых инициировал выдвижение «пагубных законов» Сульпиция. Марий жестокими методами вёл гражданскую войну, организовал резню в Риме и умер после ряда «злодейств», строя «жестокие планы» против Суллы и видя в бреду, как он сражается с Митридатом.

### В историографии
Теодор Моммзен считал Мария бездарным политиком с комплексами выскочки, «морально и политически неустойчивым человеком». По мнению историка, в 88 году до н. э. Публий Сульпиций попытался использовать Мария для того, чтобы отнять командование у Суллы, который мог помешать проведению реформ. В результате не по собственной инициативе на авансцену снова вышел «столь же политически бездарный, сколь мстительный и честолюбивый старик». Дальнейшие события могли быть вызваны и тем, что Сулла боялся «всякого рода насилий и сумасбродств», на которые мог пойти Марий. В описании марианского террора в Риме Моммзен ограничивается воспроизведением данных просулланских источников со словами: «За каждый булавочный укол он мог отплатить ударом кинжала».
С. И. Ковалёв считал, что в споре между Марием и Суллой решалось, кто будет распоряжаться на Востоке — оптиматы или популяры.

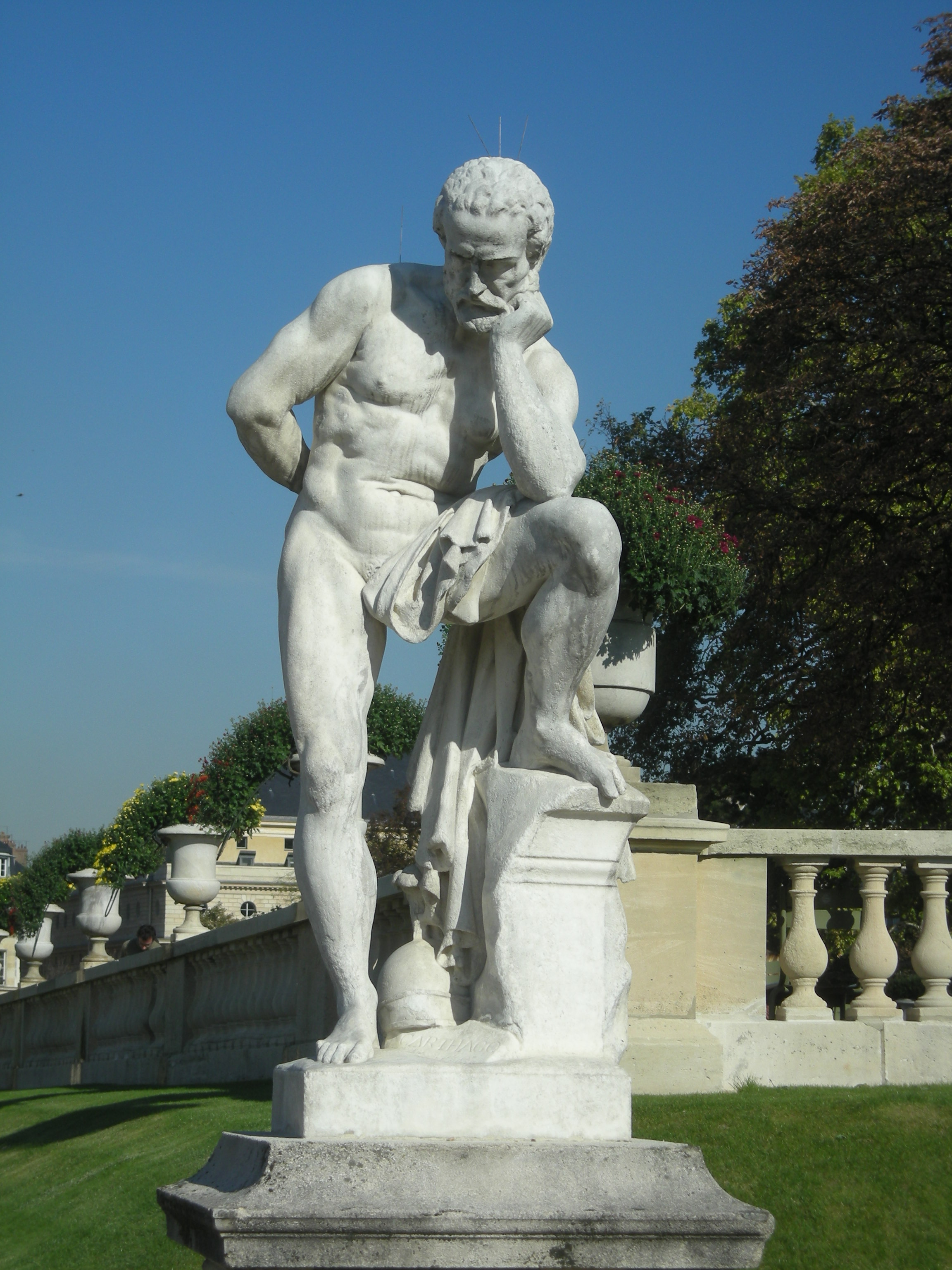
«Марий, рассматривающий руины Карфагена», скульптура Виктора Вильена

Особое место в оценке деятельности Мария занимают суждения о его военной реформе. Отрицательными её последствиями считают упадок дисциплины, а также то, что теперь профессиональная армия, состоявшая из неимущих воинов, служила не столько «сенату и римскому народу», сколько полководцу, становясь орудием в борьбе за власть. Но первым, кто воспользовался армией как политическим инструментом, оказался не Марий, а Сулла.

### Проблема социальной базы Гая Мария
Поднимаясь к вершинам власти, Марий как «новый человек» испытывал серьёзные трудности. Соответственно большую важность приобретает вопрос о том, на какие слои населения Рима и всей Республики он опирался в своей карьере. Первого консульства он добился благодаря поддержке африканской армии и деловых кругов, сначала в Африке, а затем и в Риме.
Есть гипотеза, что вокруг Мария сплотились «антисенатские силы», включая всадников, городской и сельский плебс. Многие античные авторы подчёркивают, что для знати Марий был абсолютно чужд, но между тем известно, что не позже 110 года до н. э. он женился на патрицианке, и в дальнейшем вокруг него группировались представители ряда старинных, но не слишком влиятельных сенатских родов — Юлии, Аврелии, Валерии, Антонии, Лутации, Юнии, некоторые Корнелии — которые благодаря ему делали карьеру и вливались в состав «фракции» Мария в сенате. Возможно, возвышение Мария стало проявлением реакции второстепенных членов сената на засилье во власти Метеллов, слишком часто добивавшихся высших магистратур для себя и своих друзей.
Связи Мария с римским всадничеством характеризуются в историографии как «теснейшие»; возможно, именно расхождение интересов всадников и популяров в 100 году до н. э. заставило Мария разорвать союз с Сатурнином и Главцией. В 100-е годы Марий, возможно, был лидером основной части всадничества, тогда как Гай Меммий возглавлял верхушку сословия, близкую к сенату, а Главция — часть откупщиков и купцов, до конца поддерживавшую Сатурнина.
В 90-е годы связи Мария со всадничеством сохранялись; в том числе с этим связывают возможную причастность Мария к осуждению Публия Рутилия Руфа, угрожавшего интересам откупщиков в провинциях (согласно другой гипотезе, процесс Рутилия стал только одним из первых проявлений союза Мария со всадниками). А вот сторонники среди сенатского сословия начали покидать Мария вскоре после Верцелл. Это могло быть связано с ликвидацией военной опасности, в результате чего Марий перестал быть нужен. Первым, вероятно, стал Квинт Лутаций Катул, который, по одной из гипотез, мог написать враждебные Марию мемуары уже в 101 году. Бесспорной хронологии здесь нет, но Э. Бэдиан делает из списка легатов 90 года до н. э. вывод, что к тому моменту «большинство нобилей из числа сторонников Мария оставили его». Остались Гней Помпей Страбон, известный как человек, ненавидевший нобилитет, и Квинт Сервилий Цепион, перешедший на сторону всадников в их противостоянии сенату.
Городской плебс, как показали события 100 года до н. э., поддерживал скорее сенат, чем Мария: в городе Риме всегда были сильны клиентелы знати. При этом сельский плебс поддерживал полководца, рассчитывая на новые земельные наделы и будучи тесно связан с марианскими ветеранами. Последние, по данным античных авторов, активно использовались Марием в его политической деятельности, но это может быть преувеличением. Именно при Марии началось формирование «клиентских» армий, но сам он плодами своих реформ не воспользовался. Первым, кто двинул своё войско против политических оппонентов, стал враг Мария Сулла, и действовал он как безусловный новатор.
Италиков Марий, возможно, планировал сделать «прочным фундаментом», на котором он «мог бы основать свою власть». С этим могло быть связано предоставление римского гражданства двум союзническим когортам из Камерино после Верцелл, а также жителям колоний, которые планировалось основать согласно закону Сатурнина. Марий смог установить своё влияние в Этрурии и Умбрии, но, столкнувшись с противодействием своих врагов в сенате, охладел к италийской проблеме.

## В культуре
К сюжету «Гай Марий на развалинах Карфагена» обращались живописцы Йозеф Кремер, Джон Вандерлин, Пьер Бержере.
Гай Марий фигурирует в качестве одного из главных героев в ряде произведений художественной литературы. Это:
- пьеса Мигеля де Сервантеса «Нумансия» (примерно 1585);
- пьеса Томаса Отвея «История и падение Гая Мария» (1679—1680);
- пьеса Христиана Дитриха Граббе «Марий и Сулла» (1823—1827);
- романы Милия Езерского «Братья Гракхи» и «Марий и Сулла» (1936 и 1937 годы) (здесь Марий изображён как сын простого крестьянина, и действие начинается ещё до Нумантинской войны);
- роман Георгия Гулиа «Сулла» (1971 год) (действие начинается в 88 году до н. э., и Марий выведен как положительный персонаж, противостоящий кровожадному властолюбцу Сулле);
- романы Колин Маккалоу «Первый человек в Риме» и «Битва за Рим» из серии «Владыки Рима» (1991 и 1993 годы) (здесь действие начинается в 110 году до н. э.).

Михаил Лермонтов планировал написать трагедию на основе биографии Мария авторства Плутарха. В сохранившемся плане работы заметны романтические задумки автора и влияние сочинений У. Шекспира.

### Первичные источники
1. Аврелий Виктор. О знаменитых людях // Римские историки IV века. — М.: Росспэн, 1997. — С. 179—224. — ISBN 5-86004-072-5.
2. Луций Анней Флор. Эпитомы // Малые римские историки. — М.: Ладомир, 1996. — 99-190 с. — ISBN 5-86218-125-3.
3. Аппиан. Римская история. — М.: Ладомир, 2002. — 880 с. — ISBN 5-86218-174-1.
4. Валерий Максим. Достопамятные деяния и изречения[порт.]. — СПб.: Издательство СПбГУ, 2007. — 308 с. — ISBN 978-5-288-04267-6.
5. Валерий Максим. Достопамятные деяния и изречения. — СПб., 1772. — Т. 2. — 520 с.
6. Веллей Патеркул. Римская история // Малые римские историки. — М.: Ладомир, 1996. — С. 11—98. — ISBN 5-86218-125-3.
7. Диодор Сицилийский. Историческая библиотека. Сайт «Симпосий». Дата обращения: 18 декабря 2015.
8. Евтропий. Бревиарий римской истории. — СПб.: Алетейя, 2001. — 305 с. — ISBN 5-89329-345-2.
9. Тит Ливий. История Рима от основания города. — М.: Наука, 1994. — Т. 3. — 768 с. — ISBN 5-02-008995-8.
10. Павел Орозий. История против язычников. — СПб.: Издательство Олега Абышко, 2004. — 544 с. — ISBN 5-7435-0214-5.
11. Плиний Старший. Естественная история. Дата обращения: 27 ноября 2015.
12. Плутарх. Сравнительные жизнеописания. — СПб.: Наука, 1994. — Т. 3. — 672 с. — ISBN 5-306-00240-4.
13. Полибий. Всеобщая история. — М.: АСТ, 2004. — Т. 1. — 768 с. — ISBN 5-02-028228-6.
14. Саллюстий. Югуртинская война // Цезарь. Саллюстий. — М.: Ладомир, 2001. — С. 488—570. — ISBN 5-86218-361-2.
15. Фронтин. Военные хитрости. Сайт «ХLegio». Дата обращения: 22 ноября 2015.
16. Цицерон. Об обязанностях // О старости. О дружбе. Об обязанностях. — М.: Наука, 1974. — С. 58—158.
17. Цицерон. Три трактата об ораторском искусстве. — М.: Ладомир, 1994. — 480 с. — ISBN 5-86218-097-4.
18. Цицерон. Речи. — М.: Наука, 1993. — ISBN 5-02-011169-4.

### Историография
1. Альбрехт М. История римской литературы. — М.: Греко-латинский кабинет Ю. А. Шичалина, 2002. — Т. 1. — 704 с. — ISBN 5-87245-092-3.
2. Бэдиан Э. Цепион и Норбан (заметки о десятилетии 100—90 гг. до н. э.) // Studia Historica. — 2010. — № Х. — С. 162—207.
3. Дуров В. Художественная историография Древнего Рима. — СПб.: Издательство Санкт-Петербургского университета, 1993. — 144 с. — ISBN 5-288-01199-0.
4. Егоров А. Рим на грани эпох. Проблемы рождения и формирования принципата. — Л.: Издательство Ленинградского университета, 1985. — 224 с.
5. Егоров А. Юлий Цезарь. Политическая биография. — СПб.: Нестор-История, 2014. — 548 с. — ISBN 978-5-4469-0389-4.
6. Кивни А. Что произошло в 88 г.? // Studia Historica. — 2006. — № VI. — С. 213—252.
7. Ковалёв С. История Рима. — М.: Полигон, 2002. — 864 с. — ISBN 5-89173-171-1.
8. Короленков А. В. Caedes mariana и tabulae sullanae: террор в Риме в 88—81 гг. до н. э. // Вестник древней истории. — 2012. — № 1. — С. 195—211.
9. Короленков А. В. Гай Марий и Марк Антоний: от дружбы к вражде // История и историография зарубежного мира в лицах. — 2011. — № Х. — С. 12—22.
10. Короленков А.В. Марий, Цинна и Метеллы // Вестник древней истории. — 2013. — № 4. — С. 113—122.
11. Короленков А. В. Марий и Катул: история взаимоотношений homo novus и vir nobilissimus // Античный мир и археология. — 2009. — № 13. — С. 214—224.
12. Короленков А. В. Процесс Рутилия Руфа и его политический контекст // Вестник древней истории. — 2014. — № 3. — С. 59—74.
13. Короленков А. В., Кац В. Ю. Убийство Гая Меммия // Studia historica. — 2006. — № 6. — С. 120—127.
14. Короленков А. В., Смыков Е. В. Сулла. — М.: Молодая гвардия, 2007. — 430 с. — (Жизнь замечательных людей). — ISBN 978-5-235-02967-5.
15. Лапырёнок Р. В. Гай Марий и Публий Сульпиций // Studia Historica. — 2004. — № 4.
16. Моммзен Т. История Рима. — Ростов-на-Дону: Феникс, 1997. — Т. 2. — 640 с. — ISBN 5-222-00047-8.
17. Селецкий Б. П. Римские всадники в последний период движения Сатурнина // Вестник древней истории. — 1973. — № 1. — С. 145—153.
18. Трухина Н. Н. Политика и политики «золотого века» Римской республики. — М.: Издательство МГУ, 1986. — 184 с.
19. Aigner H. Gedanken zur sogenannten Heeresreform des Marius // Innsbrucker Beiträge zur Kulturwissenschaft. — 1974. — № 18. — С. 11—23.
20. Badian E. Foreign Clientelae (264—70 B. C.). — Oxford: Clarendon Press, 1958. — 332 p.
21. Badian E. Marius and the Nobles // The Durham University Journal. — 1963. — Т. 25. — P. 141—154.
22. Bennett H. Cinna and His Times. A Critical and Interpretative Study of Roman History during the Period 87—84 BC. — Chicago: George Banta Publishing Company, 1923. — 72 p.
23. Brennan T. The Praetorship in the Roman Republic. — Oxford: Oxford University Press, 2000. — Vol. 2. — 534 p.
24. Broughton T. Magistrates of the Roman Republic. — New York: American Philological Association, 1951. — Vol. I. — 600 p. — (Philological Monographs, No. 15).
25. Broughton T. Magistrates of the Roman Republic. — New York: American Philological Association, 1952. — Vol. II. — 558 p. — (Philological Monographs, No. 16).
26. Brunt P. Italian Manpower. 225 B.C. — 14 A.D. — Oxford: Clarendon Press, 1971.
27. Carney T. Marius’ Choice of Battle-Field in the Campaign of 101 // Athenaeum. — 1958. — Vol. 36. — P. 229—237.
28. Carney T. The Death of Ancharius // Hermes. — 1960. — Vol. 88. — P. 382—384.
29. Clerc M. La bataille d’Aix. — Paris: Fontemoing, 1906. — 284 p.
30. Crook J. A., Lintott A., Rawson E. The Last Age of the Roman Republic, 146–43 b.c. // The Cambridge Ancient History. — Cambridge: Cambridge University Press, 1994. — Vol. 9. — 929 p. — ISBN 978-0-521-25603-2.
31. Evans R. Gaius Marius. A Political Biography. — Pretoria: University of South Africa, 1994. — 261 p. — ISBN 0-86981-850-3.
32. Frank T. Marius and the Roman Nobility // CJ. — 1955. — № 50. — С. 145—152.
33. Fröhlich F. Cornelius (392) // RE. — 1901. — Bd. IV, 1. — Kol. 1522—1566.
34. Gabba E. Mario e Silla // ANRW. — 1972. — Vol. 1. — P. 764—805.
35. Gabba E. Republican Rome, the Army and the Allies. — San-Francisco: University of California Press, Berkeley CA u. a., 1976. — 281 p. — ISBN 0-520-03259-4.
36. Gruen E. Roman Politics and the Criminal Courts, 149—178 В.С.. — Cambridge, MA: Harvard University Press, 1968.
37. Кeaveney A. Sulla: The last Republican. — London, Canberra: Routledge, 1982. — 243 p.
38. Кeaveney A. Sulla, Sulpicius and Caesar Strabo // Latomus. — 1979. — Vol. 38. — P. 451—460.
39. Keppie L. The making of the Roman Army. From Republic to Empire. — Норман: University of Oklahoma Press, 1998. — 272 p. — ISBN 0-8061-3014-8.
40. Labitzke М. Marius. Der verleumdete Retter Roms. — Münster: LIT Verlag, 2012. — 544 S. — ISBN 978-3-89781-215-4..
41. Lenschau T. Iugurtha // RE. — 1918. — Bd. 19. — Kol. 1—6.
42. Luce T. Marius and Mithridatic Command // Historia. — 1970. — Vol. 19. — P. 161—194.
43. Passerini A. Caio Mario come uomo politico. — Roma: Ammistrazione dell' Athenaeum, 1934. — 149 p.
44. Rich J. The Supposed Roman Manpower Shortage of the Later Second Century B.C. // Historia. — 1983. — Vol. 32. — P. 287—331.
45. Romanelli P. Storia delle province romane dell'Africa. — Roma: L'Erma di Bretschneider, 1959.
46. Sadee E. Die strategischen Zusammenhaenge des Kimbernkriegs 101 v. Chr. vom Einbruch in Venetien bis zur Schlacht bei Vercellae // Klio. — 1940. — Bd. 33.
47. Sage M. The Roman Republican Army. — New York: Routledge, 2008. — 310 p. — ISBN 978-0-415-17880-8.
48. Schur W. Das Zeitalter des Marius und Sulla. — Leipzig: Dieterich, 1942.
49. Van Ooteghem J. Gaius Marius. — Bruxelles: Palais des Academies, 1964. — 336 p.
50. Weynand R. Marius 17 // RE. — 1935. — Т. VI. — Стб. 1363—1425.